# Extrême droite sur Internet

L'extrême droite sur Internet, également appelée réacosphère ou de manière péjorative fachosphère, est l'ensemble des sites d'informations et blogs ainsi que des actions diverses telles que des campagnes sur les réseaux sociaux qui contournent les médias de masse afin de diffuser des thématiques classiques de l'extrême droite comme l'opposition à l'immigration, à l'Union européenne, au mariage homosexuel et aux médias et de propager des idées comme le racisme, l'antisémitisme, l'antisionisme, l'islamophobie, l'homophobie, le négationnisme, le néonazisme ou l'antiféminisme, cette dernière idéologie servant aussi de canal de recrutement. Les sites visant à diffuser ces idées préfèrent se qualifier de « sites de réinformation ».
Utilisant souvent la désinformation, les infox (fake news), les trolls et des théories du complot, l'extrême droite a pu par le biais d'Internet diffuser ses idées auprès d'une audience grandissante.

## Historique
Aux États-Unis, les premiers échanges recensés de transfert de données informatiques par l'extrême droite passent par des échanges de courrier électronique couplés à des bulletin board systems. Ces systèmes sont utilisés pour créer des forums numériques, mais aussi pour diffuser des informations personnelles sur des opposants politiques, et inciter à des actions violentes à leur encontre. En 1984, Tom Metzger, un ancien membre du Ku Klux Klan fondateur du mouvement néo-nazi White Aryan Resistance (WAR), crée le premier de ces BBS, proposant des textes, programmes et messageries racistes. Peu de temps après, Louis Beam, responsable des actions paramilitaires au sein du KKK et représentant des Aryan Nations, une organisation prônant la haine et la violence, organise la mise en réseau de BBS racistes. Ce réseau permet à leurs membres de partager l'actualité de leurs actions, et d'accéder à des listes de personnes à assassiner.
En Allemagne, le Thule-Netz (réseau Thulé) découvert en 1993 offre une interconnexion à 1 500 activistes. Il leur propose un échange d'« informations, dates, plans de bombes, cibles potentielles, photos et coordonnées de militants antifascistes ». À l'exception du premier BBS négationniste créé en 1991 Dan Gannon, le Banished CPU, dont les tracts sont à vocation externe, les autres réseaux sont principalement utilisés comme des outils de communication interne, et n'ont pas vocation à être connus de l'extérieur,.
Karmasyn et Panczer, font remonter à 1995 la création de Stormfront, premier site néo-nazi fondé par Don Black, un ancien membre du Ku Klux Klan.
Luca Tateo travaille sur les « environnements de communication informatisés » et analyse le réseau des sites web appartenant à l'extrême droite italienne. Il relève que, selon Evans et al. les années 1995-2005 ont connu une croissance de l'activisme politique et de la visibilité médiatique de l'extrême droite, menant au succès de partis tels que le Front national en France, le FPÖ en Autriche, la Liste Pim Fortuyn aux Pays-Bas et le Parti libéral-démocrate de Russie de Vladimir Jirinovski.

## Approche académique: enjeu des études
Pour Lucile Mera, dans l'ouvrage dirigé par Birgitta Orfali, l'extrême droite sur Internet fait l'objet de nombreuses publications. Les sources académiques reprennent l'utilisation d'internet comme média vecteur de militantisme, et les particularités sociales, psychologiques sémiotiques ou linguistiques qui s'y rattachent. Elles étudient autant les courants de l'extrême droite participant au processus parlementaire, que ses composantes les plus radicales telles que les mouvements néo-nazis. D'autres publications, plus populaires, rendent compte de l'utilisation d'Internet par différents mouvements de l'extrême droite. Selon Lucile Mera, Internet représente pour les différentes familles de l'extrême droite en France un outil structurant : « la communauté de l'extrême droite est fortement structurée autour de blogs populaires selon l'idéologie dominante des familles qu'ils incarnent », les principaux étant celui du Bloc identitaire, Le Salon beige ou encore Novopress.
L'expression globalisante « fachosphère » ou encore « réacosphère » aussi utilisée pour désigner ces blogs recouvre différentes tendances au sein de l'extrême droite (le plus célèbre étant François Desouche), et même « une véritable nébuleuse de tendances » pour Marc Jacquemain et Fédéric Claisse. Pour David Doucet, l'appellation « fachosphère » n'est pas scientifique. Terme « assez péjoratif », il englobe des « myriades de sites » qui sont loin de partager la même idéologie. Leur seul unité serait « leur opposition commune aux médias » et une « dénomination imprécise et reniée par tous ceux qu’elle désigne ». Ces sites se définissent souvent comme « réinfosphère » ou « patriosphère ».
Les recherches sur les courants d'extrême droite sur Internet répondent à plusieurs enjeux :
- valider, invalider ou définir les limites de la notion. C'est répondre à la question : peut-on réellement parler d'une extrême droite globalisée sur Internet ? Internet est-il utilisé à usage interne de chaque sous-mouvement ou participe-t-il à la construction d'un réseau national ou international ? Les réseaux observés sont-ils représentatifs, sur-représentatifs ou sous-représentatifs des mouvements d'extrême droite hors internet ?
- comprendre, pour des fins politiques ou ethnographiques, les stratégies mises en œuvre, et parmi les objectifs possibles d'utilisation d'Internet, ceux qui sont privilégiés ;
- valider des modèles d'études pour les transposer à l'analyse d'autres réseaux sociaux.

Pour Tateo, l'extrême droite constitue un « laboratoire idéologique » intéressant pour les tenants de la recherche en psychologie sociale. Elle doit toutefois s'additionner à d'autres champs de recherche pour être effective.

## Segmentation
L'expression « extrême droite » est employée en sciences politiques, mais les délimitations du concept sont discutées par certains auteurs et la qualification est rejetée par la plupart des militants concernés, son emploi étant jugé réducteur, fourre-tout, disqualifiant ou polémique. Toutefois, dans la mesure où l'expression est employée couramment, les chercheurs se basent sur les qualifications existantes et diffusées pour circonscrire leur périmètre d'études. Quasiment tous relèvent la nécessité de segmenter la mouvance d'extrême droite, puisqu'analyser le phénomène nécessite de valider ou d'invalider l'existence de relations au sein d'une juxtaposition de familles ou de groupuscules présentant des traits, des modes d'actions, des objectifs et des idéologies différentes. Tateo en Italie, Caiani et Parenti en Espagne, se basent sur la segmentation mise en place par Burris, en y effectuant des regroupements (pour Caiani) ou des sur-segmentations (pour Tateo). Tateo distingue ainsi, parmi les sites pré-identifiés comme étant d'extrême droite, ceux relevant :
- de groupes musicaux, éditeurs, fanzines et portails musicaux ;
- de nostalgiques du fascisme ;
- de groupes Skinhead ;
- de sites révisionnistes et négationnistes ;
- de sites catholiques traditionalistes, de groupes New Age ou néo-mystiques ;
- de sites néo-nazis ;
- de sites d'éditeurs, de critiques, ou sites commerciaux vendant des livres ou des produits dérivés ;
- de sites de partis ou mouvements politiques, participant publiquement au débat politique, ainsi que les associations de jeunes rattachées à ces partis ;
- de sites militaria ;
- de sites nationalistes-révolutionnaires faisant référence au mouvement néo-fasciste et agissant hors du débat parlementaire ;
- d'autres sites inclassables[13].

En plus de cette classification, certains chercheurs comme Stephanie Hartzell aux États-Unis ou Tristan Boursier en France, notent que la catégorie "suprémacisme blanc" permet de mieux comprendre à la fois le projet politique et les stratégies militantes de l'extrême droite en ligne. Alors que la terminologie ne semble plus être utilisée par les acteurs qu'elle désigne, ces derniers maintiennent son utilisation sous d'autres termes tels que nationalisme blanc ou occidentalisme.

## Utilisation des trolls
Le journal Le Monde publie en 2017 une série d'articles intitulée « Dans la galaxie des trolls d’extrême droite », s'intéressant au militantisme d'extrême droite sur internet. Les articles mettent en lumière une communauté de militants français se regroupant notamment sur les forums du site Jeuxvideo.com. Ceux-ci sont décrits comme les nouveaux « colleurs d’affiches » du Front national, des militants souvent hors les murs, guère encartés, mais très actifs. Ils se caractérisent par des codes particuliers prenant la forme d'un humour corrosif, de mèmes et d'un langage décalé et peu compréhensible pour le néophyte, remplaçant par exemple les termes « noirs et arabes » par « noix et arbres ». Cette culture fermée aux non-initiés permet non seulement de rendre illisible l'engagement politique de ces trolls aux yeux de leurs adversaires mais aussi de créer une forme de cohésion de cette communauté anonyme où l'individu n'est défini qu'au travers d'un pseudo, changeant souvent au rythme des bannissements. Ainsi lors de l'élection présidentielle américaine de 2016, le mème Pepe the Frog devient une figure rassemblant l'extrême droite sur Internet. Le 16 janvier 2017, Florian Philippot, vice-président du FN, place une apparition discrète du visage d'El Risitas dans l'une de ses vidéos sur sa chaîne YouTube en clin d’œil aux forums de Jeuxvideo.com connus pour leur dynamique ultradroitière.
La culture spécifique de ces réseaux sociaux participe à établir une forme de filtrage social qui isole ces communautés. Les nouveaux venants sont soumis à une forme de pression sociale, parfois violente, en raison de leur méconnaissance de ces codes. Il en résulte un apprentissage nécessaire des normes implicites de cette communauté et un sentiment d'appartenance qui agit comme un véritable ciment social, augmentant le capital social des utilisateurs qui se sentent alors plus proches des autres membres.
L'action de ces communautés prend la forme d'attaques organisées et ciblées. En février 2017, le journal Libération suit une opération Twitter visant à déstabiliser le candidat Emmanuel Macron en créant un hashtag et des images critiquant des citations ou l'historique du candidat. Le sarcasme et l'humour inhérents au troll permet d'éviter que les messages soient modérés et de concentrer l'attention des lecteurs sur des faits qui soutiennent leurs positions, faits souvent donnés comme étouffés par les médias traditionnels. Ainsi, ces actions peuvent être présentées comme une tentative de réinformation.

## Codes
L'Anti-Defamation League alimente une base de données sur les codes et symboles haineux utilisés par l'extrême droite. Un exemple en est la triple parenthèse ((())) : l'insertion d'un nom de famille dans une triple parenthèse souligne la judéité de la personne. Elle est utilisée par l'extrême droite de tendance néonazie sur Internet, partisans de Donald Trump et l'alt-right, après une première utilisation sur le podcast Daily Shoah du blog antisémite Right Stuff,.

## Désinformation
Le Figaro cite de nombreux exemples d'utilisations d'infox : Alex Jones et son site InfoWars aux États-Unis, qui a participé à la théorie du complot du Pizzagate contre Hillary Clinton, ou Breitbart News de Stephen Bannon qui a diffusé des fausses informations sur des émeutes de réfugiés. « Les sites de propagande russe », Russia Today et Sputnik utilisent des fake news ainsi que la fachosphère qui par exemple rebaptise Alain Juppé « Ali Juppé »,. En France, il existe plusieurs groupes Facebook très populaires diffusant massivement des infox d'extrême droite comme « La Gauche m'a tuer », géré par Mike Borowski, lobbyiste et ancien candidat sous étiquette UMP : ce site a connu à son pic plusieurs dizaines de milliers d'abonnés, et générait un chiffre d'affaires de plus de 41 000 €. Arte dans un désintox, montre l'utilisation d'infox par l'extrême droite américaine et l'Alt-right qui transforme par exemple une vidéo d'un défilé religieux chiite en manifestation de réfugiés qui réclament la charia en Angleterre, avec pour but de provoquer une sensation de menace de l'Islam sur l'Europe et les États-Unis. En France, Marine Le Pen propage l'infox en plein débat présidentiel avec Emmanuel Macron d'un compte de ce dernier au paradis fiscal des Bahamas. L'information, apparue sur 4chan, est « relayée par des comptes américains pro-Trump, (…) importée en France par des comptes proches de la propagande russe (RT/Sputnik) » et la rumeur devient « officielle » lorsque Marine Le Pen l'évoque pendant le débat. Les faux documents apparaissent avant le débat sur les forums de discussion privés « où les cybermilitants de Marine Le Pen coordonnent leurs attaques numériques et partagent leurs "fausses informations" ». Militants qui d'ailleurs « émettent eux-mêmes des doutes sur la fiabilité du document ».
Selon le quotidien Libération, Boulevard Voltaire, comme d'autres membres moins éminents de la fachosphère, s'est livré à plusieurs reprises à de la désinformation et aux infox, relayant par exemple une « intox » concernant une fausse nouvelle taxe sur les familles, une citation inventée de Bernard Cazeneuve sur les racines chrétiennes de la France, et également de nombreuses désinformations de droite et d'extrême droite comme l'intoxication de droite fustigeant le « laxisme de Christiane Taubira » qui aurait « facilité la fuite » de 236 détenus (alors que la loi en question, sur les permissions, est antérieure au mandat de la ministre). De plus, Libération s'amuse que le site Boulevard Voltaire reconnaisse lui-même en 2017 que sa « famille de pensée » est « le groupe social qui diffuse le plus de fausses nouvelles ». Robin de La Roche, dans un article du site, déclare qu'il n’y a que dans les réseaux « de droite » que l’on trouve « un tel salmigondis d’idioties, de rumeurs infondées, de mélanges honteux, bref, de fausses informations ». Il cite par exemple « une rumeur complètement idiote sur l’« oreillette » qu’aurait portée Emmanuel Macron, lors du débat présidentiel. Ridicule bêtise fondée sur une photo du cartilage de son oreille ».
Une étude réalisée par des universitaires néerlandais démontre en 2025 que « plus un parti est à droite, plus il diffuse des fake news » et que « la désinformation en ligne fait partie intégrante de la stratégie des extrêmes droites, et que la pratique est moins importante pour les formations politiques du centre ou de gauche ». 

## Analyse des contenus contre analyse des réseaux sociaux
L'étude de l'extrême droite sur Internet peut s'effectuer par deux approches concurrentes ou complémentaires. L'analyse des réseaux sociaux, telle que pratiquée et préconisée par Burris et al., ou l'analyse des contenus, qui étudie aussi bien la sémantique employée, que la sémiologie.

### Analyse des réseaux sociaux
Pour Burris, elle se base sur une étude statistique de l'intensité des hyperliens, entrants et sortants, au sein de sous-groupes identifiés, entre les sous-groupes, et sont comparés avec des données de l'intensité moyenne sur Internet. Elle peut se compléter d'une étude des centralités (existe-t-il des sous-groupes centralisant et répercutant les idées des différents sous-groupes ?).

### Analyse des contenus
C'est le type d'analyse retenue par exemple par Norman Fairclough, ou sur laquelle s'appuient des linguistes[réf. nécessaire] ou la doctorante en géopolitique, Delphine Iost, lorsqu'elle explore le discours de l'extrême droite en Allemagne.
En analysant les contenus de sites web et de forums dans les cas du négationnisme et de l'antisémitisme, Gilles Karmasyn fait ressortir les stratégies utilisées par leurs auteurs dans des buts de propagande. La première consiste dans une forme de flooding, à savoir la diffusion systématique des thèses défendues. Le préalable est un repérage de tous les forums de discussion sur Usenet ou Internet ayant un rapport avec le sujet traité (négation de la Shoah, du génocide arménien), soit par scrutation des thèmes abordés, soit par repérage de mots-clés. La littérature correspondante est alors systématiquement postée sur ces sites et forums, déclenchant quelquefois des réactions de rejet lorsque ces envois sont trop insistants.
Une seconde technique, apparentée au trollage, particulièrement valable pour les pays où le négationnisme est condamné, ou lorsque l'environnement est hostile à ces thèses, consiste à agir sous forme d'insinuations, ou de questions pseudo-naïves. Par exemple, on s'interrogera sur le nombre de juifs exterminés pendant la Shoah, en arguant que le débat existe, et qu'il est donc légitime à un citoyen moyen d'en discuter pour se forger une opinion. Ce type de procédé rhétorique se rapproche de ce qu'Eberhard Jäckel avait analysé comme une « misérable pratique de l'insinuation » dans le contexte de la « querelle des historiens ».
La troisième stratégie consiste à multiplier les sites et contenus, en veillant à la présence de mots-clefs que pourrait rechercher un public non averti, typiquement des lycéens. Cela permet, via les systèmes de référencement, d'attirer un large public via les moteurs de recherche. Ainsi, selon Karmasyn, la recherche de mots clés comme « chambres à gaz », « génocide juif », via la version internationale du moteur de recherche Altavista, amène pour les pages francophones une majorité de sites négationnistes.

## Terrorisme
Selon Marianne, « de Brenton Tarrant, auteur de l'attentat de Christchurch en Nouvelle-Zélande le 15 mars 2019, John T. Earnest, suspect de la tuerie de la synagogue de Poway, en Californie le 27 avril 2019, un mouvement de radicalisation de jeunes hommes blancs surgit des bas-fonds d'Internet » au travers de sites, blogs et forum d'extrême droite. Selon Séraphin Alava, professeur d’université et membre de la chaire UNESCO de prévention de la radicalisation et de l'extrémisme violent un « mimétisme se met en place, amplifié par la couverture médiatique qui est donnée à l'événement » et « il y a la même logique dans le processus de recrutement djihadiste que dans celui de l'extrême droite aujourd'hui. Pour l'un comme pour l'autre, Internet permet de diffuser une idéologie, de provoquer une adhésion avant un passage à l'acte ».
Sur l'application de messagerie Telegram, des groupes désignés sous le nom de Terrorgram, promeuvent ouvertement le néonazisme, le suprémacisme blanc et incitent à la guerre civile. Ils utilisent la plateforme pour recruter, radicaliser et coordonner des attaques.

## Antiféminisme
Même si l'antiféminisme n'est pas une rhétorique exclusive à l'extrême droite, elle constitue une porte d'entrée des sites internet. Les sites dits de la « manosphère » constituent de bons outils de recrutement, permettant de basculer ensuite vers le racisme. Dans plusieurs pays, les propos sexistes sont en effet plus facilement tolérés que les propos racistes. De plus, selon Helen Lewis, « l'idéologie antiféministe a la capacité de devenir une théorie du complot à 360 degrés, similaire au type d'idées antisémites qui fleurissent en ligne. » et les discours antiféministes peuvent servir d'exutoire à des difficultés relationnelles en rejetant sur « les femmes » la responsabilité de ces difficultés. L'une des raisons de cette proximité est un intérêt commun au contrôle de la sexualité des femmes, et en premier lieu des femmes blanches, élément vital pour préserver l'avenir du suprémacisme blanc. Apparaissent alors des convergences stratégiques entre antiféminisme et suprémacisme blanc.

## Par pays et langues

### Espagne
Le cas de l'Espagne a été analysé par Manuela Caiani et Linda Parenti en 2011, avec l'étude de 90 sites. Par rapport au reste de l'Europe, l'utilisation d'Internet par l'ensemble de la population y est plus faible. Il en est de même de la population adhérant à des idées d'extrême droite. Dans les dernières décennies, l'Espagne a compté trois principaux partis d'extrême droite[réf. nécessaire] (les phalangistes, le Front national (es) et les Forces nouvelles) et une multitude petits partis, actifs surtout au niveau local, avec des sous-mouvements culturels très divisés entre eux. La perte d'audience des trois principaux partis est attribué par Casals à l'incapacité de ces partis à proposer une structure organisationnelle et une idéologie stable. Globalement, l'utilisation d'Internet par l'extrême droite espagnole se présente, avec un niveau faible, comme une exception en comparaison des pratiques constatées dans les autres pays européens.
La fonction informative, avec une rubrique « qui sommes-nous » présente sur 72 % des sites, ne permet pas de clarifier le paysage politique. Par exemple, les Forces nouvelles se prétendent héritière de l'historique Fuerza Nueva, revendication contestée par plusieurs autres mouvements. Les rubriques présentant les objectifs et la « mémoire collective », propre à renforcer le sentiment d'appartenance au groupe, sont relativement absentes (avec respectivement 32 % et 12 % des cas). Il en est de même des infolettres, forums et chats en ligne répertoriés sur 10 %, 19 % et 14 % des sites analysés. L'offre d'articles, présent sur la moitié des sites, est répartie équitablement entre relais d'informations issues d'autres sites (articles politiques ou généraux issus de sites de TV ou journaux) et dossiers ou articles rédigés en interne.
La fonction de propagande, avec analyse de références bibliographiques et renvois vers la littérature idéologique, n'est présente que dans un tiers des cas. L'analyse des liens entrants et sortants, avec une moyenne de 4, et une distance moyenne entre organisations de 2,98 indique la faible interconnexion de l'extrême droite espagnole, y compris avec l'étranger. Les trois groupes dominants en termes d'inter-relations (« clusters ») sont celui de la « culture jeune » (groupes musicaux et skinheads), un groupe composite rassemblant néo-nazis, ultra-nationalistes et organisations culturelles, et enfin le groupe des partis politiques, qui « n'émerge pas comme étant l'acteur le plus central du réseau ».
La fonction de mobilisation, lorsqu'elle existe, soit dans un quart des cas, se concentre surtout sur les campagnes réelles ou en ligne initiées par les sites eux-mêmes, et rarement (3,4 %) pour promouvoir l'activité d'autres sites. Les campagnes d'action recensées privilégient l'immigration, la défense du territoire national face aux revendications indépendantistes et l'opposition à l'UE.

### Allemagne
Reconquista Germanica

### Francophonie
L'extrême droite sur Internet en France est également appelée par les médias,,, experts, et universitaires, « fachosphère » ou « réacosphère ». La « fachosphère » est définie par Le Monde comme « une nébuleuse de sites, de comptes sur les réseaux sociaux, visant à diffuser de la « réinformation », en clair de la propagande allant dans le sens des militants qui les animent. »
Les sites les plus souvent inclus par les médias sont Égalité et Réconciliation, Novopress, Fdesouche, Polémia, Nouvelles de France, Riposte laïque, Medias-presse.info, Dreuz.info, 24heuresactu, LesObservateurs.ch, Le Salon beige, La gauche m'a tuer, europe-israel.org, Breizh Info, Contre-info, Omerta, Livre noir, Nations presse info lié au Front national et Boulevard Voltaire. Selon la spécialiste de la Russie Anne Nivat analysant les médias pro-russes Sputnik, et Russia Today : « les Russes veulent incarner l'alternative dans chaque pays où ils s'implantent et en France, l'alternative selon eux c'est de relayer les thèses de la droite dure ». Selon Tristan Mendès France, spécialiste des nouveaux usages numériques et enseignant au Celsa, à la suite des manifestations « Unite the Right » à Charlottesville qui ont provoqué un « ménage » (interdictions ou déréférencements de sites de personnalités de l'ED) par les réseaux sociaux occidentaux, une partie de la fachosphère française dont Dieudonné, Boris Le Lay et Alain Soral imite l’alt-right américaine et migre ses comptes sur les réseaux sociaux russe, ce qui selon Mendès France est une posture expliquée par « la fascination de ces internautes pour le régime russe et Vladimir Poutine » et par la « mansuétude des autorités russes, qui voient d’un bon œil l’arrivée de ces ennemis autoproclamés de l’Occident ». Certains sites de la « fachosphère » dont Fdesouche, Riposte laïque ou encore Démocratie participative sont hébergés dans des pays étrangers afin d’échapper aux poursuites judiciaires pour diffamation ou incitation à la haine raciale,. Le site ouvertement raciste et antisémite Démocratie participative, qui acquiert une place de plus en plus importante au sein de la « fachosphère » française à partir de 2018 est interdit par la justice française en novembre 2018 : il doit alors changer plusieurs fois d'URL pour éviter d'être bloqué.
L'extrême droite française sur Internet est représentée par plusieurs figures : Alain Soral, Henry de Lesquen, Jean-Yves Le Gallou, Boris Le Lay, Hervé Ryssen, Dieudonné, Daniel Conversano, Damien Rieu, Samuel Lafont, Bruno Attal, Jean Messiha, Julien Rochedy, Thaïs d'Escufon, Vincent Lapierre.
Pour les journalistes Abel Mestre et Caroline Monnot du Monde, l'extrême droite francophone est composée de différents courants ou familles : les néoconservateurs qui sont à la frontière entre la droite et l'extrême droite, "ultralibéraux" souvent proche des idées de Ronald Reagan, partisans du choc des civilisations, de la politique de la droite israélienne qu'ils considèrent comme un rempart contre l'islam. Les identitaires ethno-différencialistes, dont fait partie le Bloc identitaire opposés au métissage, viscéralement anti-islam et pour une Europe blanche qui sont les plus actifs mais avec le moins de passerelles vers d'autres tendances. Les nationalistes-révolutionnaires dont fait partie Égalité et Réconciliation et les sites liés au Front National, qui sont nationalistes, anticapitalistes mais sans lutte des classes, anticommunistes, antisionistes, antiaméricanistes par anti-cosmopolitisme et antilibéralisme. Enfin, les catholiques traditionalistes et intégristes, peu nombreux mais influents, dont fait partie le Salon Beige. Leur idéologie diverge mais ils ont en commun l'homophobie, l'opposition à Vatican II, à l'avortement, à l'euthanasie et sont antirépublicains. Certains sont antisémites comme Contre-info.com, lié au Renouveau français, « un groupuscule contre-révolutionnaire, pétainiste et antisémite ». D'autres sites de l'extrême droite identitaire comme Rhone-Alpes Info, Lengadoc Info, Breizh Info, Nord Actu, Infos Toulouse, Infos Bordeaux, Paris Vox, Nice Provence existent au niveau régional, quasiment un par région française, et sont liés aux sites nationaux ou aux mouvements politique d'extrême droite. Le but de ces sites souvent faux-nez est, selon Le Monde, de « faire masse et tromper le public » qui cherche une info locale en gonflant les résultats de recherches sur les thèmes classiques de l'extrême droite : immigration, islam, insécurité, etc. Selon Le Monde, « l’extrême droite essaie d’imiter le Canal+ des années 1980 », notamment les jeunes du Front National. Par exemple en proposant des mascottes supposément sympathiques comme Pepe the Frog, des blagues incisives et de l'insolence.
Selon une cartographie établie par Linkfluence en partenariat avec Le Monde, la gauche domine la blogosphère mais la place de l'extrême droite reste importante. La « réacosphère » est organisée autour de sites principaux et divisée en familles telles que le Front national, les identitaires ou les catholiques traditionalistes mais les blogs sont liés les uns aux autres avec parfois des liens sur les extrémités de la droite classique comme la Droite populaire. Le site « Transeuropeextremes.com » actualisé par les étudiants de l'École supérieure de journalisme de Lille a repéré en 2011 en France 377 sites ou blogs. Le sociologue Yannick Cahuzac analyse que les mouvances sont regroupées par thème « en fonction de l’ennemi » : islam, Juifs, multiculturalisme, libertaires, mondialisme, élites, etc., la lutte contre l'islamisation étant le thème le plus en augmentation. Les sites d’extrême droite sont des initiatives individuelles et ne sont pas créés par un parti politique comme le Front National avec lequel ils peuvent entrer en conflit, tout en partageant avec lui une idéologie antilibérale.
La Radio-télévision belge de la Communauté française (RTBF) analyse leurs méthodes : « ils ne semblent obsédés que par un sujet : les islamistes et par extension, l’islam, les musulmans, les immigrés. L’amalgame est au cœur de leur stratégie. […] Ce qui est compliqué avec ces sites, c’est qu’ils relaient de fausses infos comme des vraies. Ils recyclent les dépêches, les rumeurs, les vidéos YouTube et même des articles de sites parodiques. En clair, ils se servent de tout ce qui peut nourrir leurs thèses et leurs objectifs politiques. Ce mélange des genres entretient la confusion et les articles sont partagés par nombre d’internautes, eux-mêmes dupés » et met en garde contre des photos systématiquement truquées ou manipulée, comme en 2015 sur la crise migratoire en Europe. Pour le philosophe et essayiste Vincent Cespedes, « Les dérives de la fachosphère ? Une marque, là encore. On jouit de la transgression vacharde, du racisme déguisé en blagues, de la prétendue « bien-pensance » taillée en pièces par des thèses obscènes et toxiques ». Pour le politologue Rudy Reichstadt, animateur du site Conspiracy Watch et spécialiste des théories du complot, les sites qui tournent autour de Dieudonné et Alain Soral sont les plus productifs en ce qui concerne la diffusion de rumeurs conspirationnistes depuis l'attentat contre Charlie Hebdo, disant que les attentats ont été organisés par les services secrets français, le Mossad ou la CIA.
Ces sites se nomment eux-mêmes « sites de réinformation », concept d'extrême droite théorisé par Henry de Lesquen, et repris par Jean-Yves Le Gallou. Certains sont proches de l'extrême droite, comme Dreuz.info ou Boulevard Voltaire fondé par Robert Ménard. Ces sites ont répandu des idées comme celle du grand remplacement. Le site Égalité et Réconciliation d'Alain Soral est le plus lu et a une audience plus grande que celle d'Atlantico mais est encore loin de celle des médias comme Le Figaro, Le Monde ou L'Express auxquels ces sites vouent une « haine féroce » selon L'Express les qualifiant parfois de « "merdia", bien pensant, politiquement corrects ». Selon Le Monde, les sites de droite ou d’extrême droite penseraient qu'il existe « un pacte secret » entre les médias et le pouvoir politique qui s'est amplifié avec l'opposition au mariage homosexuel en France.
La web-télé TV Libertés fondée en 2014 par d'anciens cadres du Front national dont Martial Bild et Jean-Yves Le Gallou ou de Bloc identitaire est devenue le reflet télévisuel de Radio Courtoisie avec une ligne éditoriale identitaire. L'ancien militant négationniste Tristan Mordrelle est chargé de lever des fonds pour la chaîne. Jean-Yves Le Gallou a également lancé l'Observatoire des journalistes et de l'information médiatique en 2012, considéré comme « un Acrimed d'extrême droite ». La plupart de ces sites participent à la cérémonie des Bobards d'or organisée par Polémia, dont le président est Jean-Yves Le Gallou. Selon France Inter, « En fait, sous couvert de « ré-information », on a une presse d’opinion, d’extrême droite, qui sape la légitimité des médias et prospère sur Internet ». Pour Tristan Mendès France, enseignant en cultures numériques à l'université Sorbonne Nouvelle, ces critiques essayent de « discréditer les journalistes. En optant pour un discours de l'alternative, ils s'assurent les faveurs d'un public déçu ou méfiant des médias traditionnels ». Pour Dominique Albertini, auteur de l'ouvrage La Fachosphère, « la "réinformation" est avant tout un concept marketing car la plupart de ces médias sont des médias d'opinion ». Pour Jean-Marie Charon, sociologue des médias, « de l'avènement de la télévision jusque dans les années 1990, les courants minoritaires dont l'extrême droite n'ont plus eu accès à la télé officielle », ils ont « profité de l'essor du numérique pour lancer leur propre plateforme d'information »
Le professeur en sciences de l'information à l'université Panthéon-Assas Arnaud Mercier analyse une affaire où la fachosphère essayé début 2017 d'impliquer Arnaud Montebourg dans une histoire de pédophilie en Angleterre, à laquelle est lié un de ses anciens collaborateurs, membre fondateur de Terra Nova. La fachosphère essaye de faire croire, selon Sylvain Chazot du Lab d'Europe 1, que celui-ci est un membre de l'équipe de campagne, le site Fdesouche affirme également au début qu'il est toujours conseiller de Montebourg, le tout avec la soi-disant complicité des médias français qui ont relayé l'info plus d'un mois après les médias anglais. Pour Arnaud Mercier « On est dans le cas typique de la manière dont la fachosphère s'organise et dans la rhétorique de réinformation qu'elle porte : l'idée qu'on nous cache des choses et qu'il y a une forme de complot. Ça n'a rien d'exceptionnel […] Les réseaux sociaux sont utilisés comme un contre-espace public. Puisque l'espace public et médiatique est estimé non légitime et cache la question, il faut faire feu de tout bois pour en parler. On voit dans un certain nombre de tweets que ça s'accompagne de tout un discours d'incitation de la part de la fachosphère qui comprend des sites comme Fdesouche ou des soutiens de Marine Le Pen. Ils se relaient beaucoup. Ils savent que ça peut attirer un niveau de visibilité tel que les médias ne pourront être qu'obligés d'en parler. » Selon Samuel Laurent responsable de la rubrique des Décodeurs du Monde « on voit bien l'intérêt de la fachosphère de déstabiliser un candidat de gauche. Pour eux, la valeur de l'information est très claire alors que, du point de vue médiatique, c'est un non-sujet. Ça arrive à des tas de personnes dont on ne parle pas non plus. Il n'y a pas de raisons pour ça. Par contre, si le bras droit d'Emmanuel Macron fait ça, vous pouvez être sûr que tout le monde en parlera ».
L'extrême droite sur les réseaux sociaux se manifeste aussi par l'apparition d'influenceurs. Bien que ceux-ci ne se revendiquent pas toujours d'un parti politique, leurs idées sont proches de celles de l'extrême droite et leurs références sont des figures politiques radicales et réactionnaires telles qu'Éric Zemmour, Alain Soral ou encore Renaud Camus. Ces influenceurs se caractérisent par leur jeunesse, leur utilisation de réseaux sociaux tels que Twitter, Instagram, TikTok et Youtube. Ils sont parfois décrits comme ayant le rôle de passeurs d'idées entre une extrême droite radicale qui s'adresse à un public de niche et une extrême droite qui cherche à se normaliser. Ils ont recours à différentes tactiques comme l'humour, la victimisation et la distorsion de l'histoire. Parmi eux, Estelle RedPill et Papacito sont deux des plus connus.

### États-Unis
Le portail Stormfront est le plus connu des racistes et suprémacistes blancs, d'abord américain mais aussi européen. Ceux-ci échangent par liste de diffusion sur des sujets liés au suprémacisme blanc, au négationnisme et à l'antisémitisme. On y trouve des membres du Ku Klux Klan et de Aryan Nations,.
Aux États-Unis en 2017, Breitbart News, site d'extrême droite qui soutient Donald Trump, rassemble près de 50 millions de visiteurs uniques ce qui en ferait l'un des premiers sites mondiaux en termes de présence sur les réseaux sociaux.
Depuis son rachat de Twitter en 2022 pour 40 milliards d'euros, Elon Musk, se présentant en défenseur de la liberté d’expression , « a transformé le réseau social en instrument de pouvoir au service de ses idées, qui n’en finissent pas de dériver à l’extrême droite » selon Le Monde. Devenu partisan de Donald Trump, Musk qui soutient l'extrême droite en Europe comme le parti Alternative pour l'Allemagne, Tommy Robinson au Royaume-Uni et Giorgia Meloni en Italie, a transformé Twitter rebaptisé X dont le contenu politique est devenu quasi exclusivement de droite depuis les centristes conservateurs jusqu'aux néonazis et a gardé une puissance d'influence énorme malgré le départ de millions d'utilisateurs.

## Cas particulier des sites diffusant des contenus illégaux: législations et autres mesures

### Sur le plan juridique
Le deuxième alinéa de l'article 10 de la Convention européenne des droits de l'homme donne la possibilité aux États parties à la Convention de restreindre la liberté d'expression dans les cas de discours d'incitation à la haine. Divers cas de jurisprudence de la Cour européenne des droits de l'homme ont été traités par application de ce paragraphe. Il est également considéré que « Les portails d’actualité sur Internet qui fournissent à des fins commerciales et professionnelles une plateforme destinée à la publication de commentaires du public assument les « devoirs et responsabilités » que comporte la liberté d’expression, au sens de l’article 10 § 2 de la Convention, lorsque les internautes diffusent un discours de haine ou des propos incitant directement à la violence ». La doctrine juridique européenne est donc fondamentalement différente de celle des États-Unis, inscrite dans le 1er Amendement de la Constitution. Il est donc possible en France de condamner des sites[réf. nécessaire] pour cause d'incitation à la haine raciale ou de négationnisme, ou en Allemagne d'en faire fermer pour néo-nazisme, en respectant le principe de proportionnalité défini par la Convention.
Cependant, pour Alain Moreau, « jusqu’à aujourd’hui, les tentatives d’expurger Internet de ses dimensions les plus malsaines sont restées plus que théoriques ». La circulation internationale rend la mise en œuvre des lois nationales difficiles : un site fermé dans un pays a toute possibilité de construire des sites-miroirs dans d'autres pays à la législation moins stricte. Il en est de même lorsqu'en vertu d'accords passés entre un hébergeur et un gouvernement, certains contenus sont censurés. Patrick Moreau rapporte le cas des FAI AOL et CompuServe, qui ont rompu en Allemagne des contrats avec des clients, clients dont les sites sont réapparus sur des serveurs américains, danois ou anglo-saxons. Ces difficultés sont amplifiées par des débats sur la liberté d'expression au sein même des pays démocratiques. Une campagne pour permettre celle-ci sans limite, sous le nom de « Blue Ribbon Campaign », et relayée au sein même des pays préconisant des limitations à cette liberté d'expression, a favorisé la multiplication de ce type de sites.